# Berijew Be-4
Die sowjetische Berijew Be-4 (russisch Бериев Бе-4, auch: KOR-2, КОР-2) ist ein einmotoriges, katapultierfähiges Flugboot aus der Zeit des Zweiten Weltkrieges. Sie fand Verwendung als Bordaufklärungsflugzeug bei den Kreuzern und Schlachtschiffen der sowjetischen Schwarzmeerflotte.

## Geschichte
1939 erhielt Georgi Berijew den Auftrag, ein Nachfolgemuster für die KOR-1 zu entwickeln. Daraus entstand die KOR-2, deren erster Prototyp am 21. Oktober 1940 mit Pilot Kotjakow in Taganrog erstmals flog. Die Werkserprobung dauerte bis zum Januar 1941, danach ging das Flugzeug zur staatlichen Erprobung an das Forschungsinstitut der Marineflieger (LII). Diese wurde vom 2. bis zum 18. Februar von Pilot Malkow durchgeführt.
Die Serienfertigung erfolgte nun unter der Flugzeug-Bezeichnung Be-4 und sollte nach dem Beschluss im Werk Nr. 288 Sawelowo bei Moskau aufgenommen werden. Bis zum Beginn des Großen Vaterländischen Krieges konnten aber nur zwei Flugzeuge fertiggestellt werden. Mit einem davon (Seriennummer 28802) fand ab 13. August mit Pilot Rejdel die Serienerprobung statt.
Im Oktober 1941 erfolgte die Evakuierung des Werkes nach Omsk aufgrund der Bedrohung durch deutsche Truppen. Dort konnten noch sechs Be-4 fertiggestellt werden. Im Werk Nr. 477 in Krasnojarsk, dessen Leiter Berijew ab Mai 1943 war, erhielten die Be-4 Unterflügelaufhängungen, um wahlweise Bomben, Raketen oder Wasserbomben mitführen zu können. Dort wurde auch 1944 die Serienproduktion fortgesetzt und es entstand bis zum Ende der Fertigung 1945 der größte Teil der gebauten Be-4 (38 Stück).
Ab 1942 begann die Auslieferung der Be-4. Sie wurde unter anderem auf den Kreuzern Kirow und Maxim Gorki zur Küstenaufklärung, U-Boot-Abwehr und Transportaufgaben eingesetzt.
In ihrer Gewichtsklasse konnte sich die Be-4 mit allen in der Zeit eingesetzten Flugbooten messen; da der Schwerpunkt der sowjetischen Flugzeugindustrie aber auf der Produktion von Jagd- sowie Schlachtflugzeugen lag, wurden von ihr nur sehr wenige Exemplare hergestellt. Insgesamt entstanden einschließlich der Prototypen 47 Flugzeuge.
Als Weiterentwicklung entstand 1947 die Be-8, die jedoch nicht in Serie ging.

## Konstruktion
Die Be-4 besaß einen zweistufig gekielten Rumpf in Ganzmetallbauweise. Das Triebwerk M-62 befand sich auf einem Pylon oberhalb der Pilotenkanzel. Der Tragflügel des Hochdeckers war abgeknickt und besaß pro Seite einen einstufig gekielten Stützschwimmer.

## Technische Daten

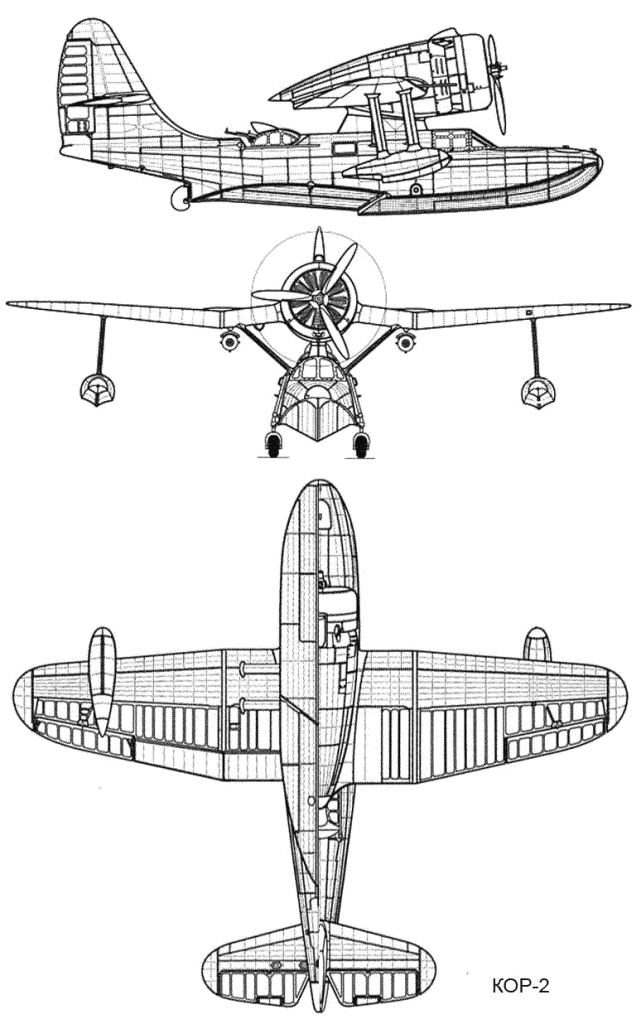
Dreiseitenansicht

| Kenngröße             | Daten |
| --------------------- | --- |
| Konzeption            | Bordgestütztes Aufklärungsflugboot                                                                        |
| Hersteller            | OKB Berijew                                                                                               |
| Besatzung             | 3 (Pilot, Navigator, Bordschütze)                                                                         |
| Länge                 | 10,50 m                                                                                                   |
| Spannweite            | 12,00 m                                                                                                   |
| Höhe                  | 4,05 m |
| Flügelfläche          | 25,50 m²                                                                                                  |
| Flügelstreckung       | 5,6 |
| Leermasse             | 2082 kg                                                                                                   |
| Startmasse            | normal 2760 kg maximal 3050 kg                                                                            |
| Triebwerk             | ein Kolbenmotor Schwezow M-62 im Tragflächenmittelstück                                                   |
| Leistung              | 900 PS (662 kW)                                                                                           |
| Höchstgeschwindigkeit | 362 km/h in Bodennähe 356 km/h in 4700 m Höhe                                                             |
| Marschgeschwindigkeit | 280 km/h in 100 m Höhe                                                                                    |
| Steiggeschwindigkeit  | 240 m/min                                                                                                 |
| Steigzeit             | 12 min auf 5000 m                                                                                         |
| Dienstgipfelhöhe      | praktisch 6000 m absolut 7000 m                                                                           |
| Reichweite            | 960 km |
| Aktionsradius         | 400 km |
| Flugdauer             | 3,4 h bei 280 km/h                                                                                        |
| Bewaffnung            | ein Einzel- oder Zwillings-MG SchKAS 7,62 mm im Gefechtsstand                                             |
| Abwurfmunition        | vier Bomben FAB-100 unter den Tragflächen optional vier Raketen RS-82 optional vier Wasserbomben PLAB-100 |